# National Campaign on Dalit Human Rights
De National Campaign on Dalit Human Rights (NCDHR) is een Indiase mensenrechtenorganisatie.
De organisatie werd in 1998 opgericht als samenwerkingsverband van activisten en organisaties. Ze zet zich in voor de verdediging en bevordering van de mensenrechten van Dalits in de Indiase samenleving, ook wel kastelozen of onaanraakbaren genoemd.
De activiteiten van NCDHR omvatten documentatie van mensenrechtenschendingen, hulp aan slachtoffers van misbruik en discriminatie en politieke lobby op landelijk niveau. De organisatie heeft leiding gegeven aan een campagne waar in te zien was dat schendingen van de universele rechten van de mens van de Dalits op grote schaal voorkomen.
NCDHR werd in 2007 bekroond met de Noorse Thorolf Rafto-prijs.